# Liste des comtes de Quercy
« Comte de Quercy » est un titre de noblesse dans la pairie de France, dans le Quercy, un des comtés médiévaux, entre la fin du IXe siècle et la fin du XIIIe siècle :

## Liste des comtes bénéficiaires
- (après 767-après 823) : Immon, premier comte de Quercy.
- (après 823-842) Raoul[1] (ou Rodulfe) : fils du précédent, allié à Pépin II d'Aquitaine, il repousse l'expédition de Louis le Pieux en 839, qui venait de prendre le château de Carlat.
- (842-v.867) Godefroy ou Robert, fils du précédent.

À la mort de Godefroy, le titre de comte de Quercy disparaît de la famille, et laisse place au titre de Vicomte de Turenne. Geoffroy, fils de Godefroy et Robert son cousin récupère le titre.

### Arbre généalogique
- Immon
- Raoul (Rodulf) de Quercy (mort en 842), comte de Quercy, marié à Aiga[3]. Il a fondé l'abbaye Saint-Geniès de Sarrazac en 823[4] où il a été enterré. D'après le cartulaire de l'abbaye de Beaulieu, il est apparenté à Wicfred, comte de Bourges (mort en 838)[5], peut-être par sa femme Aiga[6].
  - Immon
  - Raoul de Bourges, archevêque de Bourges
  - Godefroi Ier (mort vers 867), marié à Gerberge (morte en 878)
    - Godefroi II (mort après 898), marié à Godila
      - Robert II de Turenne (mort en 927/936)
        - Gausbert (mort après 946), vicomte de Turenne
        - Boson de Turenne
        - Adhémar de Turenne (899-945), vicomte des Échelles (du nom du Puy des Échelles à Tulle où se trouve son château), marié à Gauzla, dont il a une fille, Fauciburge, nonne à l'abbaye Sainte-Marie de la Règle en 930. Il a deux fils illégitimes :
          - Bernard, peut-être abbé de Tulle
          - Donarel, mort après 936
          - Déda (morte après 984), mariée à Bernard Ier de Turenne (v.915-981),
            - Adhémar II (mort en 987), vicomte de Turenne
            - Sulpicie de Turenne (morte après 1030)[7], mariée avant décembre 951 à Archambaud de Comborn (vers 934 - vers 996), dit « Jambe pourrie », peut-être fils d'Hugues de Rouergue, seigneur de Quercy, peut-être vicomte de Comborn[8] (voir ci-dessous)
            - Aina de Turenne, mariée à Ranulfe II, vicomte d'Aubusson[9], dit Cabridel, (mort avant le 18 novembre 1031). Il dispute le comté de Turenne avec son beau-frère Archambaud de Comborn après la mort d'Adhémar II.

      - Godelinde de Turenne, mariée à Ranulfe Ier d'Aubusson[10].
      - Gilbergane de Turenne, dame d'Ussac

    - Geoffroy (mort après juillet 878)
    - Raoul

  - Robert Ier (mort vers 856/860), marié à Rotrude (morte en 860)
    - Drogon
      - Robert
      - Déda de Turenne, abbesse de l'abbaye Sainte-Marie de la Règle
      - Fareldis de Turenne, mariée à Odalric, vicomte de Saint-Circq[11].

  - Emmena (Immena) qui a été abbesse dans le monastère de Sarrazac. Citée avec son frère, Raoul de Bourges, dans l'acte de donation de novembre 823 dans la charte du cartulaire de l'abbaye de Beaulieu[12].
  - Landry I, institué comte de Saintes, d'après Medieval Lands, en 839 par Pépin II d'Aquitaine tué par Émenon de Poitiers à la bataille de Rancogne, le 4 juin 866.
    - Aiga, épouse de Hildegaire (mort vers 880-882)
      - Raoul, épouse de Bertlinde
      - Landry II, seigneur de Metz-le-Comte
        - Landry III
        - Bodon ou Bouin (vers 915-après 950), seigneur de Monceaux
          - Landry IV (mort en 1028), comte de Nevers par son mariage avec Mathilde de Bourgogne, fille de Otte-Guillaume de Bourgogne[13],[14],[15].

        - Adalgare

      - Hildegaire

  - Hildegarde (née vers 842), mariée à Frodin de Saint-Pierre (mort en 885), lieutenant du comte de Quercy[16]
    - Matfred (mort avant 926), marié à Ertrude d'Aurillac
      - Ermetrude, mariée à Hugues de Rouergue (vers 930-vers 1010), baron de Gramat, qui s'empare de l'abbaye de Beaulieu
        - Bernard de Castelnau de Gramat, abbé de Beaulieu, évêque de Cahors (1012-1028)
        - Robert de Castelnau (vers 960-1010), marié à Maffrida de Calmont d'Olt
          - Hugues de Castelnau (vers 1005-1076), baron de Castelnau. Hugues de Castelnau s'empare de l'abbaye de Beaulieu en 1030, s'en dit abbé laïc et spolie l'abbaye de certains biens. Il a été dénoncé par les moines devant le concile de Limoges en 1031, mais sans résultat.

## Titre honorifique - Affiliation au Comté de Toulouse

Le comté de Quercy en France en l'an 1030.

### Dynastie de Toulouse-Rouergue
- Raimond Ier de Toulouse-Rouergue (?-863), comte de Quercy et de Limoges (vers 849-863), de Toulouse, de Rouergue, de Carcassonne et de Razès (852-863) ;
- Bernard II de Toulouse-Rouergue (?-872), fils du précédent, comte de Quercy, de Limoges, de Rouergue et de Toulouse (863-872), de Carcassonne et de Razès (872).

### Dynastie des Guilhelmides
- Bernard Plantevelue (841-886), comte d'Autun (864-876), de Quercy, de Limoges et de Toulouse (872-876), d'Auvergne (876-886).

### Dynastie de Toulouse-Rouergue
- Eudes de Toulouse-Rouergue (vers 840-918 ou 919), fils de Raimond Ier et frère de Bernard, comte de Rouergue (872-918), de Quercy (877-918) et de Toulouse (886-918).

#### Branche de Rouergue
- Ermengaud de Rouergue (870-937), fils du précédent, comte de Rouergue et de Quercy (918-937) ;
- Raimond II de Rouergue (905-961), fils du précédent, comte de Rouergue et de Quercy (937-961) ;
- Raimond III de Rouergue (945-1010), fils du précédent, comte de Rouergue et de Quercy (961-1010) ;
- Hugues de Rouergue (vers 986-vers 1053), fils du précédent, comte de Rouergue et de Quercy (1010-1053) ;
- Berthe de Rouergue (1030-1065), fille du précédent, comtesse de Rouergue et de Quercy (1053-1065).

À la mort de Berthe, Raimond IV de Saint-Gilles décide d'occuper les comtés de sa cousine éloignée, sans que cette conquête lui soit contestée par son frère, le comte de Toulouse Guillaume IV.

#### Branche de Toulouse
- Raimond IV de Toulouse (vers 1042-1105), cousin éloigné de Berthe de Rouergue, comte de Saint-Gilles (1060-1096), duc de Narbonne, marquis de Gothie, comte de Rouergue et de Quercy (1065-1096), marquis de Provence (vers 1085-1096), comte de Toulouse (1094-1096) et comte de Tripoli (1102-1105) ;
- Bertrand de Toulouse (vers 1065-1112), fils du précédent, comte de Toulouse, de Rouergue, d'Albi, d'Agen et de Quercy, marquis de Gothie, de Provence et duc de Narbonne (1096-1108) et comte de Tripoli (1109-1112) ;
- Alphonse Jourdain (1103-1148), fils du précédent, comte de Toulouse, de Rouergue, d'Albi, d'Agen et de Quercy, marquis de Gothie, de Provence et duc de Narbonne (1108-1148) ;
- Raimond V de Toulouse (1134-1194), fils du précédent, comte de Toulouse, de Rouergue, d'Albi, d'Agen et de Quercy, marquis de Gothie, de Provence et duc de Narbonne (1148-1194) ;
- Raimond VI de Toulouse (1156-1222), fils du précédent, comte de Melgueil (1173-1190), de Toulouse, de Rouergue, d'Albi, d'Agen et de Quercy, marquis de Gothie, de Provence et duc de Narbonne (1194-1222).

En 1212, le comté de Quercy est occupé par les troupes croisées qui mènent la guerre contre les cathares et leurs protecteurs, dont Raimond VI de Toulouse. Le statut du comté est alors incertain, mais en 1215, il est attribué à Simon de Montfort.

### Dynastie de Montfort
- Simon IV de Montfort (entre 1164 et 1175-1218), seigneur de Montfort (1188-1218), comte de Leicester (1204), vicomte d'Albi, de Béziers et de Carcassonne (1213-1218), comte de Toulouse, de Rouergue, d'Agen et de Quercy (1215-1218) ;
- Amaury VI de Montfort (vers 1195-1241), fils du précédent, comte de Montfort (1218-1241), de Toulouse, de Rouergue, d'Agen et de Quercy, vicomte d'Albi, de Béziers et de Carcassonne (1218-1222).

### Dynastie de Toulouse
- Raimond VII de Toulouse (1197-1249), fils de Raimond VI, comte de Toulouse, de Rouergue, d'Albi, d'Agen et de Quercy, marquis de Gothie et de Provence (1222-1249) ;
- Jeanne de Toulouse (1220-1271), fille du précédent, comtesse de Toulouse, de Rouergue, d'Albi, d'Agen et de Quercy, marquise de Provence (1249-1271) ;
  - avec Alphonse de Poitiers (1220-1271), époux de la précédente, comte de Poitiers, de Saintonge et d'Auvergne (1241-1271).

En 1271, à la mort de Jeanne de Toulouse et de son époux, Alphonse de Poitiers, le comté de Quercy revient au domaine royal.